# لوکا استوکی
لوکا استوکی (انگلیسی: Luca Stocchi؛ زادهٔ ۲۰ مهٔ ۱۹۹۱) بازیکن فوتبال اهل ایتالیا است.
از باشگاه‌هایی که در آن بازی کرده‌است می‌توان به باشگاه فوتبال اینتر میلان و باشگاه فوتبال پیاچنزا اشاره کرد.
وی همچنین در تیم ملی فوتبال Italy U18 بازی کرده‌است.